# Werner Kaessmann
Werner Kaessmann (Unna, 12 juli 1947) is een voormalig hockeyer uit Duitsland. 
Kaessmann eindigde met de West-Duitse ploeg als vijfde op de eerste wereldkampioenschappen en won één jaar later met zijn ploeggenoten de olympische gouden medaille tijdens de spelen in eigen land.

## Erelijst
- 1971 – 5e Wereldkampioenschap in Barcelona
- 1972 –  Olympische Spelen in München
- 1976 – 5e Olympische Spelen in Montreal